# Braunsapis signata
Braunsapis signata är en biart som beskrevs av Reyes 1991. Braunsapis signata ingår i släktet Braunsapis och familjen långtungebin. Inga underarter finns listade.